# Produs scalar

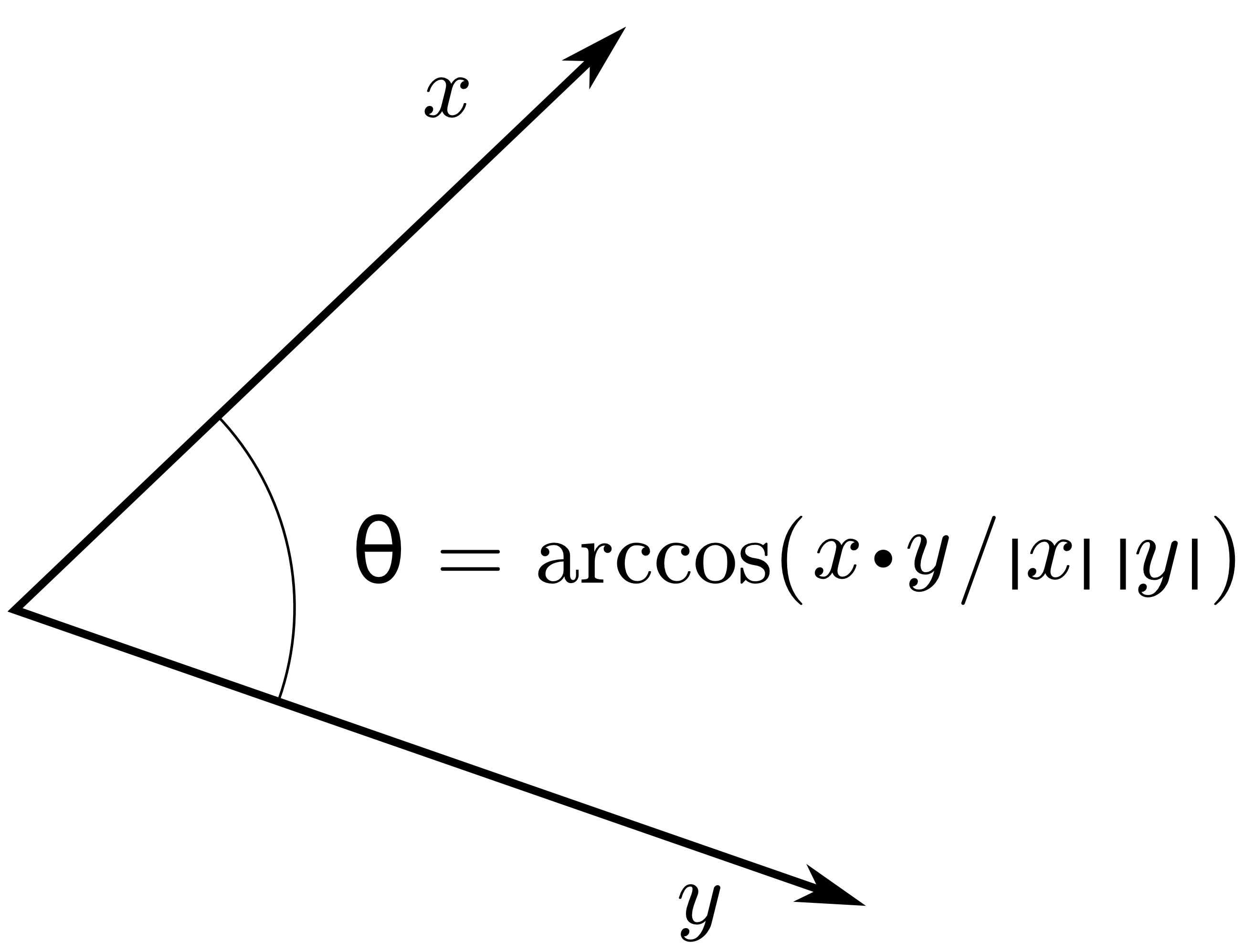
Interpretarea geometrică a produsului scalar

În matematică, produsul scalar este o operație algebrică care acționează asupra doi vectori și returnează un număr real. Produsul scalar între x și y este notat cu {\displaystyle \mathbf {x} \cdot \mathbf {y} ,} cu un punct median. Numele subliniază faptul că rezultatul operații este un scalar, adică un număr, chiar dacă argumentele x și y sunt vectori.
Produsul scalar este o noțiune fundamentală în matematică, cu legături adânci cu noțiunile de lungime (mai precis, de normă) și de unghi. De fapt, în matematica modernă, noțiunea de spațiu euclidian este bazată pe noțiunea de produs scalar. Produsul scalar are și un rol central în fizică, spre exemplu cu mărimea lucru mecanic al unei forțe, sau cu noțiunea de flux printr-o suprafață.
Noțiunea se datorează lui William Rowan Hamilton și Hermann Grassmann .

## Definiții
Istoric, produsul scalar a fost definit în contextul geometriei euclidiene din dimensiunile 2 și 3, cu o definiție bazată pe noțiunile intuitive de lungime a unui vector și de unghiul dintre doi vectori. Această definiție este echivalentă cu o definiție bazată pe coordonatele carteziene ale vectorilor.
Deoarece definiția bazată pe coordonate carteziene este mai ușor de generalizat în dimensiuni {\displaystyle n>3}, în matematica modernă noțiunea de unghi se definește prin noțiunea de produs scalar, și nu invers.

### Definiție geometrică
Fie x și y doi vectori din spațiul euclidian {\displaystyle \mathbb {R} ^{n},} cu lungimile respective {\displaystyle \|\mathbf {x} \|} și {\displaystyle \|\mathbf {y} \|} date de
{\displaystyle \|\mathbf {x} \|={\sqrt {x_{1}^{2}+\cdots +x_{n}^{2}}}\quad } și {\displaystyle \quad \|\mathbf {y} \|={\sqrt {y_{1}^{2}+\cdots +y_{n}^{2}}}\,.}
Atunci produsul scalar între x și y este
{\displaystyle \mathbf {x} \cdot \mathbf {y} =\cos(\theta )\,\|\mathbf {x} \|\,\|\mathbf {y} \|\,,}
unde {\displaystyle \cos(\theta )} este cosinusul unghiului {\displaystyle \theta } între vectorii x și y (în radiani).

### Definiție prin coordonate carteziene
Fie x și y doi vectori din spațiul euclidian {\displaystyle \mathbb {R} ^{n},} cu coordonatele carteziene {\displaystyle \mathbf {x} =(x_{1},\ldots ,x_{n})} și {\displaystyle \mathbf {y} =(y_{1},\ldots ,y_{n})}. Atunci produsul scalar dintre x și y este
{\displaystyle \mathbf {x} \cdot \mathbf {y} =x_{1}y_{1}+\cdots +x_{n}y_{n}\,.}
Dată fiind această definiție, lungimea vectorului x se definește ca
{\displaystyle \|\mathbf {x} \|={\sqrt {\mathbf {x} \cdot \mathbf {x} }},}
iar unghiul (neorientat) între x și y ca
{\displaystyle \theta =\arccos \left({\frac {\sqrt {\mathbf {x} \cdot \mathbf {y} }}{\|\mathbf {x} \|\,\|\mathbf {y} \|}}\right)\,}
unde {\displaystyle \arccos } este inversa funcției cosinus pe {\displaystyle [0,\pi ]}, adică unica funcție care satisface relația
{\displaystyle \arccos(\cos(\theta ))=\theta }
pentru orice {\displaystyle \theta \in [0,\pi ]}.

### Exemple de calcul
În planul {\displaystyle \mathbb {R} ^{2}}, fie O originea, adică punctul cu coordonatele carteziene (0, 0), A punctul cu coordonatele carteziene (a, 0) și B cu coordonatele (0, b). Fie x și y vectorii {\displaystyle \,\textstyle {\overrightarrow {\!OA\,}}} și {\displaystyle \,\textstyle {\overrightarrow {\!OB\,}},} adică
{\displaystyle \mathbf {x} =(0,a)\quad } și {\displaystyle \quad \mathbf {y} =(0,b)\,.}
Prin interpretarea geometrică, este clar că x are lungimea {\displaystyle \|\mathbf {x} \|=a} și y lungimea {\displaystyle \|\mathbf {y} \|=b}. Unghiul între x și y este de 90° — adică {\displaystyle \pi /2} în radiani. Așadar, produsul scalar {\displaystyle \mathbf {x} \cdot \mathbf {y} } este
{\displaystyle \mathbf {x} \cdot \mathbf {y} =\cos(\pi /2)\times a\times b=0\,,}
ilustrând faptul că produsul scalar al unor vectori ortogonali este întotdeauna 0. Acest produs scalar se poate calcula și prin formula {\displaystyle \mathbf {x} \cdot \mathbf {y} =x_{1}y_{1}+\cdots +x_{n}y_{n}:}
{\displaystyle \mathbf {x} \cdot \mathbf {y} =a\times 0+0\times b=0.}
Similar, unghiul între x și el însuși este 0, deci
{\displaystyle \mathbf {x} \cdot \mathbf {y} =\cos(0)\times a\times a=a^{2},}
ilustrând faptul că {\displaystyle \mathbf {x} \cdot \mathbf {x} =\|\mathbf {x} \|^{2}.} Cu formula cu coordonatele carteziene,
{\displaystyle \mathbf {x} \cdot \mathbf {x} =a\times a+0\times 0=a^{2}\,.}
Fie acum C și D punctele cu coordonatele polare {\displaystyle (r,\phi )} și {\displaystyle (r',\phi '),} respectiv {\displaystyle \mathbf {u} =\,\textstyle {\overrightarrow {\!OC\,}}} și {\displaystyle \mathbf {v} =\,\textstyle {\overrightarrow {\!OD\,}}.} Unghiul (neorientat) între u și v este {\displaystyle |\phi -\phi '|} și există
{\displaystyle \mathbf {u} \cdot \mathbf {v} =\cos(\phi -\phi ')\times r\times r'\,,}
pentru că {\displaystyle \cos(\phi -\phi ')=\cos(\phi '-\phi )}. Acest rezultat se poate regăsi cu formula cu coordonatele carteziene: coordonatele carteziene ale u și v sunt
{\displaystyle \mathbf {u} =(r\cos(\phi ),\,r\sin(\phi ))\quad } și {\displaystyle \quad \mathbf {v} =(r'\cos(\phi '),\,r'\sin(\phi '))\,.}
Așadar, 
{\displaystyle \mathbf {u} \cdot \mathbf {v} =r\cos(\phi )\times r'\cos(\phi ')+r\sin(\phi )\times r'\sin(\phi ')\,.}
Folosind identitatea trigonometrică {\displaystyle \cos(\phi )\cos(\phi ')+\sin(\phi )\sin(\phi ')=\cos(\phi -\phi ')}, se obține din nou
{\displaystyle \mathbf {u} \cdot \mathbf {v} =\cos(\phi -\phi ')\times r\times r'\,.}

## Proprietăți
Produsul scalar are următoarele proprietăți elementare:
- Este biliniar, adică pentru orice vectori {\displaystyle \mathbf {x} ,\mathbf {y} ,\mathbf {z} } și orice {\displaystyle \lambda \in \mathbb {R} ,}

{\displaystyle (\lambda \mathbf {x} +\mathbf {y} )\cdot \mathbf {z} =\lambda \times (\mathbf {x} \cdot \mathbf {z} )+(\mathbf {y} \cdot \mathbf {z} )}
{\displaystyle \mathbf {x} \cdot (\lambda \mathbf {y} +\mathbf {z} )=(\mathbf {x} \cdot \mathbf {y} )+\lambda \times (\mathbf {x} \cdot \mathbf {z} )}
- Este simetric, adică pentru orice vectori {\displaystyle \mathbf {x} ,\mathbf {y} ,}

{\displaystyle \mathbf {x} \cdot \mathbf {y} =\mathbf {y} \cdot \mathbf {x} \,.}
- Este pozitiv-definit, adică pentru orice vector {\displaystyle \mathbf {x} \neq (0,\ldots 0),}

{\displaystyle \mathbf {x} \cdot \mathbf {x} >0\,.}
O altă proprietate importantă a produsului scalar este Inegalitatea Cauchy-Schwarz:
{\displaystyle |\mathbf {x} \cdot \mathbf {y} |\leq \|\mathbf {x} \|\,\|\mathbf {y} \|}
Această identitate este trivială în cadrul unui spațiu ca {\displaystyle \mathbb {R} ^{2}} sau {\displaystyle \mathbb {R} ^{3}} în care produsul scalar canonic poate fi definit prin {\displaystyle \mathbf {x} \cdot \mathbf {y} =\cos(\theta )\|\mathbf {x} \|\,\|\mathbf {y} \|.} Însă, rămâne adevărată și în cadrul unui produs scalar abstract (a se vedea mai jos), iar de asta își merită numele.

## Generalizare
Articol principal: Spațiu prehilbertian
În matematica avansată, noțiunea de produs scalar poate fi generalizată la spații vectoriale abstracte. În acest context, produsul scalar se notează de obicei „{\displaystyle \langle \cdot ,\cdot \rangle }” și este uneori numit produs interior, bazat pe noțiunea din engleză inner product.
În acest cadru, un produs scalar poate fi orice formă biliniară simetrică pozitiv-definită. Un spațiu vectorial înzestrat cu un produs scalar se numește spațiu prehilbertian (numele prehilbertian se referă la faptul că dacă pentru distanța indusă de produsul scalar spațiul este și complet, atunci este un spațiu Hilbert.
Un exemplu important de spațiu prehilbertian (și Hilbert) este spațiul L2 al funcțiilor 2-integrabile pe un spațiu măsurabil {\displaystyle (\Omega ,\Sigma ,\mu )}. Produsul scalar asociat este
{\displaystyle \langle f,g\rangle =\int _{\Omega }f\,{\overline {g}}\,d\mu \,,}
unde {\displaystyle {\overline {g}}} este conjugata complexă a lui {\displaystyle g.}

## Legături externe
- Materiale media legate de produs scalar la Wikimedia Commons
- en  Hazewinkel, Michiel, ed. (2001), „Inner product”, Encyclopaedia of Mathematics, Kluwer Academic Publishers, ISBN 978-1556080104
- en  Eric W. Weisstein, Dot product la MathWorld.
- en  Explanation of dot product including with complex vectors
- en  "Dot Product" by Bruce Torrence, Wolfram Demonstrations Project, 2007.